# Emanuel Hoffmann-Stiftung
Die Emanuel Hoffmann-Stiftung wurde 1933 von Maja Hoffmann-Stehlin, spätere Maja Sacher (1898–1989), gegründet, um das mit ihrem jung verstorbenen Ehemann Emanuel Hoffmann begonnene Engagement für die Kunst der Gegenwart weiterzuführen. Zweck der Stiftung ist es, Werke von Künstlern zu sammeln, „die sich neuer, in die Zukunft weisender, von der jeweiligen Gegenwart noch nicht allgemein verstandener Ausdrucksmittel bedienen“ und diese „durch dauernde Ausstellung öffentlich sichtbar“ zu machen.

## Kunstmuseum Basel
1940 zog die Stiftung mit einem Bestand von über zwanzig Werken von Georges Braque, Paul Klee, Marc Chagall, Gustave de Smet, Marcel Gromaire, Max Ernst, Hans Arp, Piet Mondrian, Theo van Doesburg, Antoine Pevsner, László Moholy-Nagy, Sophie Taeuber, Le Corbusier und Walter Bodmer in das Kunstmuseum Basel ein. Im darauf folgenden Jahr wurde zwischen Stiftung und Museum eine Depositumsvereinbarung getroffen, die eine Ausstellung der Stiftungssammlung im Rahmen der eigenen Sammlung zulässt. So trägt die Stiftung mit ihren Erwerbungen nicht nur dazu bei, eigene Ankäufe für das Museum, sondern ebenso Schenkungen vorzubereiten.
Das Stiftungskapital garantiert bis heute einem unabhängigen Stiftungsrat die kontinuierliche Weiterführung der Sammlung. Werke der Sammlung sind im Museum für Gegenwartskunst in Basel und im Schaulager in Münchenstein ausgestellt.
Unter dem Titel „Standpunkte der Moderne – Von Picasso bis Clemente“ zeigten die Deichtorhallen Hamburg vom 13. Dezember 1991 bis zum 16. Februar 1992 Werke der Emanuel Hoffmann-Stiftung, Basel.